# Pontchardon
Pontchardon é uma comuna francesa na região administrativa da Normandia, no departamento Orne. Estende-se por uma área de 4,86 km². Em 2010 a comuna tinha 181 habitantes (densidade: 37,2 hab./km²).